# Confrérie des gens de la mer
La Confrérie des gens de la mer est une association française loi de 1901 créée en 1996 pour contribuer à la revalorisation du patrimoine maritime de l'île de La Réunion. Elle mène des actions variées : recherches scientifiques, actions de communications et d'informations, expositions, ouvrages, missions extérieures, recensement d'épaves.

## Historique
La création de l'association de la Confrérie des gens de la mer est issue de la rencontre de Stéphan Aubert et Eric Venner qui s’interrogent en 1995 sur la connaissance du patrimoine maritime de l’île de La Réunion. Ils s’aperçoivent que ce patrimoine représente une part importante du paysage culturel de La Réunion et qu'aucune structure n'est présente pour le sauvegarder.
L'association la Confrérie des gens de la mer est constituée le 25 juin 1996 dans les annexes du Palais Rontaunay à Saint-Denis de La Réunion, en présence de Serge Ma Tsi Leong, Marcel Cazal, Didier Lauglaney, Joël Douly, André Robert, Stéphan Aubert, Patrick Chane Kune, Christophe Lafont et Eric Venner. Elle est enregistrée le 15 juillet 1996 et parue le 7 août 1996 au Journal officiel.
L'année suivante, en 1997, sous l'impulsion d'Eric Venner, la commission régionale d'Archéologie est mise en place, au sein du Comité de plongée île de La Réunion FFESSM. Les mêmes volontés unissent les deux associations : promouvoir et développer l'archéologie sous-marine à La Réunion et contribuer à une meilleure connaissance du patrimoine maritime de l’île. 
Les années 2000 marquent la professionnalisation de l'équipe avec l’évolution de la réglementation pour les travailleurs intervenant en milieu hyperbare. L'équipe opérationnelle se rend alors au centre de plongée loisir professionnelle de Marseille au groupement de recherches archéologiques sous marines. Ils obtiennent le certificat d'aptitude à l'hyperbarie classe II mention B délivré par l'institut national de plongée professionnelle.

## Financement
Le financement des actions de l'association repose sur les subventions des collectivités territoriales : Mairie, Conseil Départemental et Conseil Régional, celles des organismes d'État tels que la Direction des affaires culturelles océan Indien (DAC-OI) et le Département des recherches archéologiques subaquatiques et sous-marines (D.R.A.S.S.M), ainsi que sur des bailleurs privés tels que la Société d'Exploitation du Musée du Rhum.

## Recherches scientifiques
La confrérie a mené et participé depuis sa création aux opérations archéologiques suivantes : 
- 1996 : Recensement des ancres de la rade de Sainte Rose.
- 1999 :
  - Opération de sondage archéologique sous marine no 2199 délivrée par le D.R.A.S.S.M. pour le débarcadère de Saint-Paul du 15 août au 15 septembre 1999.
  - Opération de prospections inventaires archéologiques sous-marines no 000619, délivrée par le D.R.A.S.S.M. pour les côtes réunionnaises.
- 2005 : Sondage archéologique sur batterie côtière[2] de Saint Paul (autorisation du Ministère de la Culture).
- 2006 : Participation à l'opération archéologique sous-marine et terrestre à Tromelin du 9 octobre au 6 novembre 2006[3].
- 2007 :
  - Sondage sur batterie côtière dite « de L’embouchure » du 7 au 18 mai 2007.
  - Participation aux fouilles de sauvetage et d’évaluation du cimetière marin de Saint Paul[4] (autorisation du ministère de la Culture).
  -  : Prospection Baie de Saint Paul (autorisation ministère de la Culture).
- 2009 :
  - Prospection maritime pour localiser le navire La Paix naufragé en 1775 (autorisation du ministère de la Culture).
  - Prospection maritime pour localiser le débarcadère de La Grande Chaloupe à La Possession (autorisation du ministère de la Culture).
- 2010 : Cartographie de l’épave du Cap la Houssaye du 11 au 24 octobre 2010 (autorisation du ministère de la Culture).
- 2011 : Prospection archéologique sous-marine diachronique no 2011-180 du 3 au 20 octobre et du 7 au 21 novembre à la Pointe des Aigrettes — épave du Ker-Anna[5] (Autorisation du ministère de la Culture).
- 2012 :
  - Prospection archéologique au débarcadère de La Possession du 4 au 18 mars 2012[6] (Autorisation ministère de la Culture).
  - Prospection sondage archéologique no 2012-109 délivrée par le D.R.A.S.S.M. du 16 au 31 octobre 2012 à Saint-Paul au Cap des Aigrettes sur pièce d'artillerie.
- 2013 : Prospection archéologique en baie de La Possession (inventaire de pierres basaltiques taillées).
- 2014 : Prospection archéologique no 2014-133 délivrée par le D.R.A.S.S.M du 8 octobre 2014 au premier décembre 2014 à Sainte Rose — épave du Kaïsari[7].
- 2016 : Prospection archéologique avec matériel spécialisé  n°2016-25 délivrée par le D.R.A.S.S.M du 16 septembre 2016 au 15 octobre 2016 de Saint-Denis à Champ-Borne (inventaire des ponts débarcadères)
- 2017:
  - Sondage archéologique n°2017-20 délivré par le D.R.A.S.S.M (responsable scientifique : Morgane Legros)  du 13 mars 2017 au 24 mars 2017 à la Culée du pont-débarcadère de la Marine du Butor.
  - Prospection archéologique avec matériel spécialisé n°2017-259  délivrée par le D.R.A.S.S.M du 15 septembre 2017 au 15 décembre 2017 de Champ-Borne  à Sainte-Rose. (inventaire des ponts débarcadères).
- 2018: Prospection archéologique avec matériel spécialisé n°2018-131  délivrée par le D.R.A.S.S.M du 20 septembre 2018 au 15 décembre 2018 de Sainte-Rose à Saint-Pierre.

## Missions extérieures
- 1998 : Mission Madagascar à l'île Ste-Marie.
- 2000 : Mission Madagascar à Salary.
- 2011 : Mission aux îles Seychelles : recherches historiques sur les Réunionnais qui ont migré aux Seychelles depuis la colonisation de l'archipel jusqu'à la fin du XIXe siècle.
- 2012 : Mission aux îles  Seychelles du 7 au 22 janvier 2012. Étude sur les migrations maritimes entre La Réunion et les Seychelles à travers une enquête de terrain, le recensement des anciennes tombes et des recherches aux archives nationales[8].

## Restaurations
- 2014 : Restauration du monument funéraire du lieutenant de vaisseau Paul Guéry au Lazaret de la Grande Chaloupe.
- 2016 :
  - Restauration de la Croix funéraire d’Hector Dubet.
  - Restauration du monument funéraire du capitaine au long cours Lerestif des Tertres au cimetière de Saint-Denis.
- 2017 : Restauration de la Croix funéraire du lieutenant de port Germain Charles Mathurin.
- 2018 : Restauration du mur d'enclos du mausolée de Nicole Robinet de la Serve.
- 2019 : Restauration du monument funéraire de l'ancien cimetière marin de Basse Vallée à Saint-Philippe.

## Expositions
- Ker-Anna, 1997.
- Le long du battant des lames, février 2004[9].
- Avant les Lazarets, le voyage, 2009[10].
- Ile de la Réunion Iles Seychelles, une histoire de frères et de mer, 2013[11].

## Ouvrages
- Lauglaney, Didier. La traite et ses navires négriers du XVIIème au XIXe siècle. Azalées éditions, Sainte-Marie, Ile de la Réunion 1999, 253 p.
- Fontaine, Olivier. Mémoires océanes, Patrimoines maritimes de l'île de la Réunion. Inventaire général du patrimoine culturel Saint-Denis Réunion, 2005, 48 p.
- Monnier Jehanne Emmanuelle, Fontaine Olivier, Hoarau Laurent. Avant les Lazarets, le voyage. Surya Éditions, Saint Denis Réunion, 2010, 117 p.
- Monnier Jehanne Emmanuelle, Île de la Réunion Iles Seychelles, une histoire de frères et de mer, Orphie Éditions, Saint-Denis Réunion 2013, 123 p.
- Fontaine, Olivier, Défendre une île, Orphie Éditions, Saint-Denis Réunion 2015, 187 p.
- Hoarau Laurent,Une histoire maritime réunionnaise 20 ans de recherches, Saint-Denis Réunion 2017, 211 p.